# Tales of the World: Narikiri Dungeon 2
 (avril 2020).
Si vous disposez d'ouvrages ou d'articles de référence ou si vous connaissez des sites web de qualité traitant du thème abordé ici, merci de compléter l'article en donnant les références utiles à sa vérifiabilité et en les liant à la section « Notes et références ».
Tales of the World: Narikiri Dungeon 2 (テイルズオブザワールド なりきりダンジョン2, Teiruzu obu za Waarudo Narikiri Danjon 2) est un spin-off de la série Tales of, développé et édité par Namco. Le jeu est sorti uniquement sur le territoire nippon sur Game Boy Advance le 25 octobre 2002. Tales of the World: Narikiri Dungeon 2 est le premier opus de la série dérivée Tales of the World, connue pour sa capacité à rassembler différents personnages issus des jeux vidéo de la série Tales of. Comme dans son prédécesseur, Tales of Phantasia: Narikiri Dungeon, il s'agit de traverser de nombreux donjons.